# Psychotria juddii
Psychotria juddii är en måreväxtart som beskrevs av Erling Christophersen. Psychotria juddii ingår i släktet Psychotria och familjen måreväxter. Inga underarter finns listade i Catalogue of Life.